# Мук (страва)
Мук — це корейська їжа, виготовлена із зерен, квасолі, крохмалю гречки, кунжуту та жолудів, і має консистенцію, схожу на желе. Мук сам по собі не має смаку, тому страви з муку заправляють соєвим соусом, кунжутовою олією, подрібненою зеленою цибулею, розкришеним корейський норі, порошком перцю чилі та змішують з різними овочами. 

## Типи
Існує кілька видів муку: 

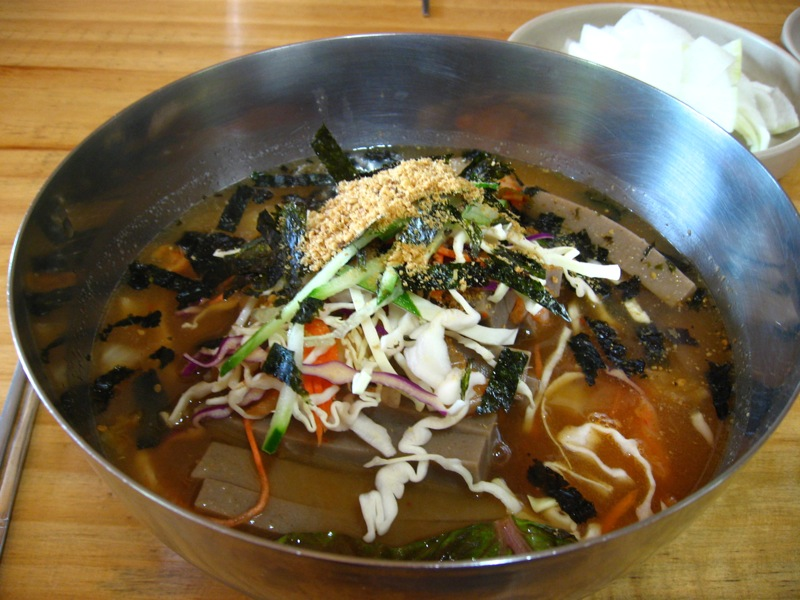
Меміл Муксабал

- Доторимук (도토리묵), зроблений з жолудевого крохмалю
- Мемілмук (메밀묵), виготовлений з гречаного крохмалю
- Нокдумук (녹두묵), виготовлений із крохмалю квасолі
- Хвангпомук (황포묵), (його також називають норангмук), виготовлений із крохмалю квасолі вігни і пофарбований у жовтий колір із гарденією [1]
- Ккаемук (깨묵), виготовлений із насіння кунжуту
- Чеонгпо мук (청포묵) та хвангпо мук (황포묵) з зеленого горошку. [2]

## Страви
- Мукмучим (묵 무침), страва з муку, приправлене з ганджангом (корейський соєвий соус), олією кунжуту або Perilla frutescens, з дрібно нарізаною зеленою цибулею, насінням кунжуту та порошком червоного перцю чилі. Його можна змішати з нарізаним або подрібненим огірком та листовими овочами, такими як подрібнений салат, капуста або капуста пекінська. Страву також подають з розкришеним корейським норі, доданим як гарнір.